# Lothar Schreyer
Lothar Schreyer (Drezda, 1886. október 19. – Hamburg, 1966. június 18.) író, dramaturg, festő. Szakmai munkásságának jelentőséget adott a színház megújítására irányuló – esetenként sikertelenséget is hozó – kísérletezése. Bauhausbeli sikertelen szereplését követően korai újítókedve megtörni látszik.

## Életpályája
1886-ban született a Drezda melletti Blasewitzben. A heidelbergi, berlini és lipcsei egyetemen művészettörténetet és jogot tanult. 1910-ben jogi doktorátust szerzett. Korán feltámadt érdeklődése a művészet és a színház iránt, majd elkezdett festeni. 1911-1918 között a hamburgi Deutsches Schauspielhaus dramaturgja és rendezőasszisztense. 1914-től együttműködött Herwarth Waldennel, a berlini Der Sturm Galéria vezetőjével, 1916-tól 1918-ig a Der Sturm folyóirat szerkesztője. 1918-ban Waldennel együtt megalapította az expresszionista Sturm-színpadot. Az első világháború után a kísérleti színpad Hamburgban működött tovább mint egyfajta „harci színház". Bemutatták a „Kereszfrefeszítés”, „ A Férfi és a Gyermekhalál” című darabjait.

### Közreműködése a Bauhausban
Míg a Bauhaus legtöbb műhelyéhez hasonló részleggel jóformán minden (ipar)művészeti iskolában és az akadémiákon is találkozhattunk, a színházi osztálynak azonban nem volt ilyen hagyománya. A Bauhaus azon újításai közé tartozott, amelyek megalapozták különleges státuszát. A Mesterek Tanácsa meghívására a szcenikai műhelyben 1921 végén kezdte meg az oktatást Schreyer. Gondolatai a színházról beleillettek a Bauhaus korabeli gondolatvilágába (amikor az alkotó művész kozmikus-szellemi és materiális környezetének összhangjára helyezték a képzési hangsúlyt).
- „A színpadi mű az élet egységének kozmikus tükröződése…a természeti-természetfeletti élet közössége.”
- „A színpad tere a kozmikus térnek felel meg.”
- „A színházművészet eszközei az alapformákból, -színekből, -mozgásokból és hangokból állnak össze”

A Bauhaus-ban növendékeinek a "Holdjáték" c. saját művét tanította be. A főpróbán megbukott. A tanítványok olyan erőteljesen tiltakoztak személye ellen, hogy abbahagyta a munkát és rövidesen távozott az intézményből (utóda félhivatalosan, majd 1923-tól hivatalosan is, Schlemmer lett).

### Tevékenysége a Bauhaus-korszak után
1924-1927 között tanára és időnként vezetője volt a berlini Der Weg művészeti iskolának. 1928-1931 között a hamburgi Hanseatische Verlagsanstalt főszerkesztője. 1933-ban áttért a katolikus vallásra, ettől kezdve főként a keresztény művészet témáiról írt. 1966-ban halt meg Hamburgban.

## Művészettörténeti jelentősége
1920 körül keletkezett színpadi művei a kultikus-vallásos expresszionizmus szülöttei, amelyek 1922-1923-tól már ellentétben álltak a Bauhaus törekvéseivel. Schreyer azt hirdette, hogy a műalkotás „híradás egy nép és egy kor szellemi világáról"; e felfogásával közel került a harmincas évek keresztény miszticizmusához, népies eszméihez, végül a nemzetiszocializmus felfogásához.